# 8789 Effertz
8789 Effertz è un asteroide della fascia principale. Scoperto nel 1978, presenta un'orbita caratterizzata da un semiasse maggiore pari a 3,0793463 au e da un'eccentricità di 0,2174580, inclinata di 1,05433° rispetto all'eclittica.